# Данеш (Муреш)
Данеш (рум. Daneş) насеље је у Румунији у округу Муреш у општини Данеш. Oпштина се налази на надморској висини од 377 m.

## Историја
Према државном шематизму православног клира Угарске 1846. године у месту "Данос" је живело 169 православних породица. православно свештенство чинили су: архиђакон, парох поп Никола Илиовић и капелан поп Јован Брендузе.

## Становништво
Према подацима из 2002. године у насељу је живело 4835 становника.

### Попис2002.
| Расподела становништва по националности 2002.‍ | Расподела становништва по националности 2002.‍ | Расподела становништва по националности 2002.‍ | Расподела становништва по националности 2002.‍ | Расподела становништва по националности 2002.‍ |
| --------------------------------------------- | --------------------------------------------- | --------------------------------------------- | --------------------------------------------- | --------------------------------------------- |
|                                               |                                               |                                               |                                               |                                               |
| Румуни                                        | Румуни                                        |                                               | 3.753                                         | 77,7%                                         |
| Мађари                                        | Мађари                                        |                                               | 139                                           | 2,9%                                          |
| Роми                                          | Роми                                          |                                               | 795                                           | 16,4%                                         |
| Немци                                         | Немци                                         |                                               | 138                                           | 2,9%                                          |
| неизјашњени                                   | неизјашњени                                   |                                               | 8                                             | 0,2%                                          |

### Хронологија
| Година       | 1992 | 1993 | 1994 | 1995 | 1996 | 1997 | 1998 | 1999 | 2000 | 2001 | 2002 | 2003 | 2004 | 2005 | 2006 | 2007 | 2008 | 2009 | 2010 | 2011 | 2012 | 2013 | 2014 | 2015 | 2016 | 2017 |
| ------------ | ---- | ---- | ---- | ---- | ---- | ---- | ---- | ---- | ---- | ---- | ---- | ---- | ---- | ---- | ---- | ---- | ---- | ---- | ---- | ---- | ---- | ---- | ---- | ---- | ---- | ---- |
| Становништво | 5308 | 5316 | 5198 | 5166 | 5153 | 5177 | 5229 | 5222 | 5197 | 5224 | 5241 | 5260 | 5302 | 5346 | 5382 | 5393 | 5467 | 5481 | 5514 | 5531 | 5580 | 5624 | 5688 | 5714 | 5717 | 5761 |